# Splitters

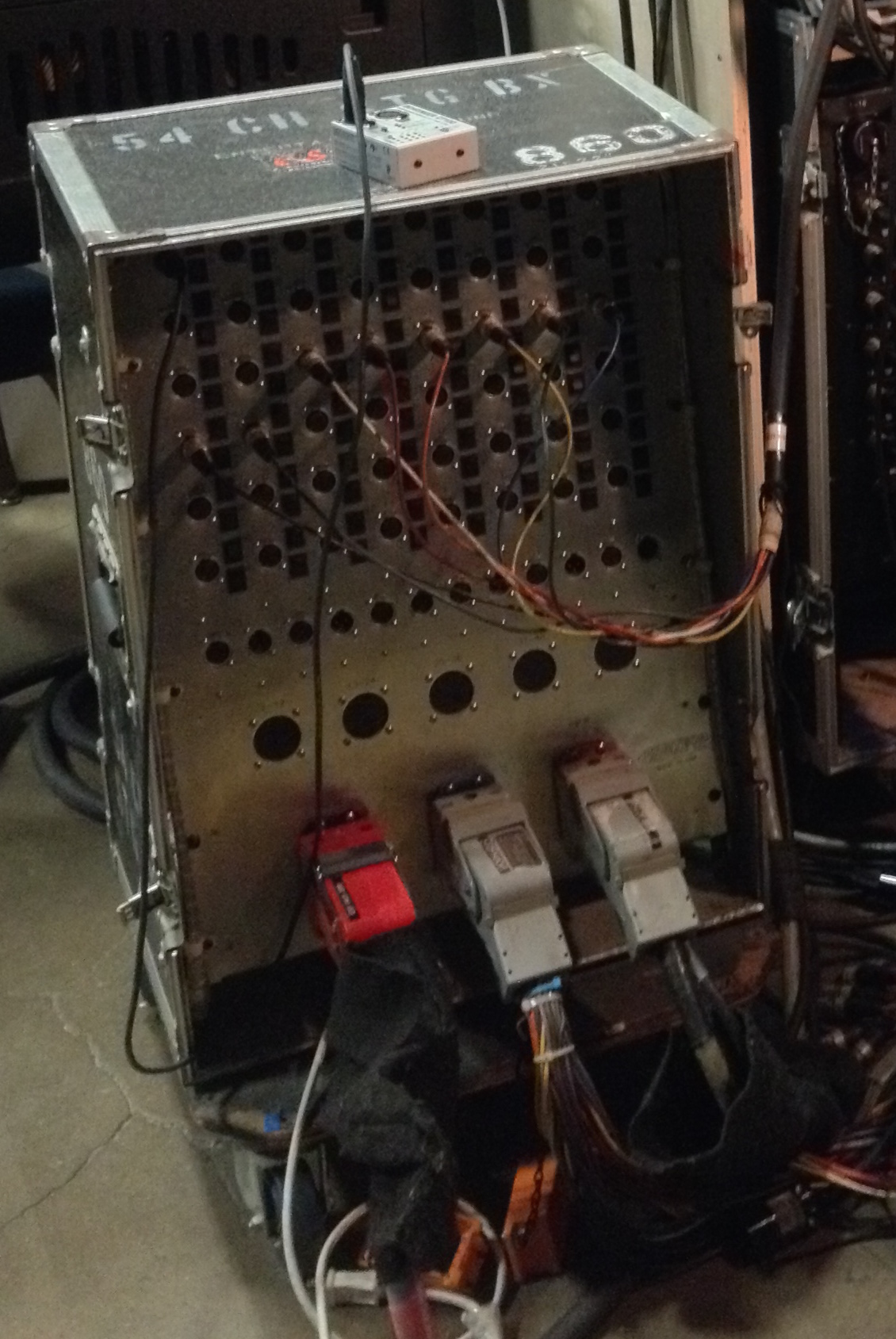
Repartidor de micrófono

Un repartidor  (del inglés splitter)  o caja separadora es un dispositivo electrónico de interconexión empleado en tomas de sonido para conseguir separar varios canales de audio idénticos de una sola fuente, como un micrófono. 
La grabación o transmisión de acontecimientos en directo necesita que las salidas de micrófonos y de los instrumentos sean conducidas, al menos, a dos destinos: la mesa de directo y el mezclador en la unidad móvil de grabación o de transmisión. El técnico de directo puede así equilibrar el sonido para la audiencia en directo, y el operador de la mesa de transmisión/grabación puede controlar independientemente la mezcla con unos criterios diferentes. Por supuesto que para esto debería ser posible usar dos conjuntos de micrófonos totalmente independientes. Pero si se considera que puede haber alrededor de 10 micrófonos solo para la batería, y que un vocalista encontraría más bien incómodo el manejo de dos micrófonos encintados, y con dos cables saliendo de ellos, se llega a la conclusión de que la manera más obvia de solucionar este problema es haciendo uso de cajas separadoras splitters. Normalmente se utilizan para transmitir doble señal en capturadoras para videoconsolas
Un micrófono no se puede conectar directamente a las entradas de micro de dos mesas de sonido. Esto uniría eléctricamente un mezclador con el otro, causando un bucle de tierra y problemas de interferencia, sin mencionar el hecho de que el circuito de alimentación fantasma de un mezclador quedaría conectado directamente con el del otro. Por otro lado, la impedancia vista por el micrófono sería entonces el equivalente al paralelo de las impedancias de entrada de los dos mezcladores. Este valor podría caer hasta 500 ohmios, que es una impedancia demasiado baja para muchos micrófonos.
Una caja separadora estará formada por un transformador con un bobinado primario para el micrófono y dos bobinados secundarios separados, que dan las dos salidas independientes. 
Debido a la sencillez de una caja separadora, solo se necesita un transformador de alta calidad y una caja de metal con las necesarias tomas de entrada y salida. Existen también dispositivos electrónicos activos, que eliminan la pérdida por inseccion y pueden incluso introducir una ganancia extra si se necesita. Las ventajas de un splitter activo sobre uno que utilice un transformador son, sin embargo, menos importantes que las ventajas que una caja de inyección (Caja DI) activa tiene sobre una pasiva.